# فرنچتوون-رومبلی (مریلند)
فرنچتوون-رومبلی (به انگلیسی: Frenchtown-Rumbly) شهری در ایالت مریلند کشور ایالات متحده آمریکا است که جمعیت آن در سرشماری سال ۲۰۱۰ میلادی، ۱۰۰ نفر بوده‌است.